# Петро та Степан
«Петро та Степан» (англ. Pat & Stan, фр. Pat et Stan) — французький мультсеріал, який вийшов у рамках дитячого телевізійного програмного блоку «TFOU» на телеканалі «TF1». Шоу анімоване компанією «Mac Guff Ligne», а створене П'єром Коффеном, який пізніше став одним із режисерів мультфільму «Нікчемний Я», на тій же студії через «Illumination Entertainment».

## Ролі озвучували
| Персонаж       | Оригінал          | Англійський дубляж | Український дубляж |
| -------------- | ----------------- | ------------------ | ------------------ |
| Петро          | Лоран Пуатрено    | Ден Ґрін           | Сергій Солопай     |
| Степан         | Філіп Спітері     | Девід Віллс        | Сергій Солопай     |
| Стюарт         | Еммануель Куртіль | Шон Шеммел         | Андрій Соболєв     |
| Стефані        | Карін Фовіо       | Белла Гадсон       | Катерина Башкіна   |
| Тітка Марта    | Сільві Жонті      | Евелін Ланто       | Катерина Башкіна   |
| Професор Чі-Чі | Еммануель Ґаріжо  | Браян Тайлер       | Андрій Соболєв     |
| Емілі          | Карін Лазар       | Белла Гадсон       | Катерина Башкіна   |
| Лілі           | Сільві Лаґуна     | Евелін Ланто       | Катерина Башкіна   |

### Інформація про український дубляж
Українською мовою дубльовано компанією «EuroMediaGroup» на замовлення телеканалу «ПлюсПлюс».